# Prinzessin (2021)
Prinzessin ist ein 2021 erschienenes Filmdrama von Peter Luisi.

## Handlung
Schweiz, Mitte der 80er Jahre. Der schwer alkoholkranke Josef Keller wird von seiner Halbschwester Karin nach dem Tod ihrer Mutter dazu gedrängt, das geerbte Haus zu räumen, damit es verkauft werden kann. Da er sich weigert, zieht Karin ebenfalls ein und bringt ihre vierjährige Tochter Nina mit. Zunächst gegen Karins Willen freunden Nina und Josef sich an, bald dürfen sie auch gemeinsam etwas unternehmen. Doch Josef betrinkt sich auch, wenn er mit Nina (die er «seine Prinzessin» nennt) unterwegs ist, und bringt sie dadurch in Gefahr. Als sie durch sein Verschulden einen Unfall erleidet, zieht Karin mit Nina zu ihrem neuen Freund Markus und verbietet Josef jeden weiteren Umgang. Gegen seine Zustimmung zum Hausverkauf erlaubt sie ihm, Nina noch einmal zu sehen. Er verspricht Nina, dass er immer für sie da sein werde.
Das Bild blendet über ins Jahr 2021. Der etwa 80-jährige Josef erfährt auf Karins Beerdigung, dass Nina, zu der er seit dem Unfall keinen Kontakt mehr hatte, als Jugendliche auf die schiefe Bahn geraten ist, sie ist drogenabhängig und kriminell und sitzt derzeit in einem Gefängnis in der Ukraine ein – dorthin ist sie vor den Schweizer Behörden geflüchtet. Er hebt sein letztes Geld ab, reist in die Ukraine, macht sie dort in einem Krisengebiet ausfindig und kann die sichtlich schwer kranke Frau durch Bestechung aus dem Gefängnis freikaufen. Doch sie bestiehlt ihn und besorgt sich wieder Drogen. Wieder findet er sie, wozu er allerdings zunächst mit ihrem Dealer Brüderschaft trinken muss – seit Ninas Unfall 35 Jahre zuvor war er trocken. Um sie zum Mitfahren zu motivieren, erzählt er ihr von einer abgelegenen Berghütte, auf der sie unentdeckt leben könne.
In einem alten Lada fahren sie durch Polen und Deutschland in die Schweiz. Nur mit Glück kommt Nina, die offiziell flüchtig ist, durch die Grenzkontrollen. Auf der Fahrt durch Deutschland verliert sie das Bewusstsein. Josef bringt sie in ärztliche Behandlung und erfährt, dass ihr Körper schwer geschädigt und ihr Immunsystem zerstört ist, unter anderem hat sie Tuberkulose und AIDS. Seine fassungslose Frage, wieso sie das nicht habe behandeln lassen, schiebt sie schnippisch beiseite. Da erzählt er ihr, dass sie ihn damals von seiner Alkoholabhängigkeit geheilt habe, und er versuche nun, das Gleiche für sie zu tun.
Nach einem kurzen Besuch bei ihrem Stiefvater entscheidet sich Nina gegen eine medizinische Behandlung und fährt mit Josef weiter. In der letzten Einstellung fährt sie in einer kleinen Lastseilbahn bergwärts und verschwindet im Nebel.

## Rezeption

### Kritik
Die Neue Zürcher Zeitung findet die Idee vielversprechend, doch «Autorenfilmer Peter Luisi […] scheitert namentlich in der zweiten Hälfte seiner jüngsten Mission. Vieles wirkt absehbar, den Figuren mangelt es an glaubwürdiger Handlungsmotivation und Tiefe». Gelobt wird die darstellerische Leistung der jungen Nina, sie sei «von einer Nuanciertheit und Natürlichkeit, die staunen lässt». Filmdienst dagegen sieht keine Einbusse an Intensität und Einfühlsamkeit, auch wenn der abrupte Zeitsprung gewöhnungsbedürftig sei, und empfiehlt den Film ab 16.